# Paul Kagame
Paul Kagame (Tambwe, 23 ottobre 1957) è un politico e generale ruandese, Presidente della Repubblica del Ruanda dal 2000.
È il fondatore del partito Fronte Patriottico Ruandese (Rwandan Patriotic Front) ed è noto soprattutto per l'importante ruolo svolto nella conclusione del genocidio ruandese del 1994 e nella seconda guerra del Congo. Designato presidente nel 2000, è stato riconfermato alle elezioni presidenziali del 2003, a quelle del 2010, a quelle del 2017 e a quelle del 2024.

## Biografia

### Trascorsi militari e ruolo nel genocidio ruandese
Kagame è nato da una famiglia di etnia tutsi nel Ruanda meridionale. Quando aveva due anni, la rivoluzione ruandese pose fine al dominio politico dei tutsi; la sua famiglia fuggì in Uganda, dove trascorse il resto della sua infanzia. Negli anni '80, Kagame combatté nell'esercito ribelle di Yoweri Museveni, diventando un alto ufficiale dell'esercito ugandese dopo che le vittorie militari di Museveni lo portarono alla presidenza ugandese.
Kagame si unì al Fronte Patriottico Ruandese (RPF), che invase il Ruanda nel 1990. Il capo RPF Fred Rwigyema morì all'inizio della guerra e Kagame prese il controllo. Nel 1993, l'RPF controllava un territorio significativo in Ruanda e fu negoziato un cessate il fuoco. L'assassinio del presidente ruandese Juvénal Habyarimana scatenò il genocidio, in cui gli estremisti hutu uccisero tra 500.000 e 1.000.000 di cittadini tutsi e hutu moderati. Kagame riprese la guerra civile e pose fine al genocidio con una vittoria militare.

### Vicepresidente (1994-2000)
Durante la sua vicepresidenza, Kagame controllò l'esercito nazionale e mantenne la legge e l'ordine, mentre altri funzionari iniziarono a ricostruire il paese. Molti soldati dell'RPF hanno effettuato uccisioni per vendetta. Kagame ha detto che non ha supportato questi omicidi ma non li ha neanche fermati. Un piccolo numero di questi soldati fu successivamente messo sotto processo. I campi profughi hutu si sono formati nello Zaire e in altri paesi. Questi campi hanno ricevuto cibo e assistenza medica da diversi governi occidentali e agenzie umanitarie. L'RPF ha attaccato i campi nel 1996, costringendo molti rifugiati a tornare a casa, ma gli insorti hanno continuato ad attaccare il Ruanda. L'attacco ai campi profughi ha ucciso circa 200.000 persone. Come parte dell'invasione, Kagame ha sponsorizzato due controverse guerre ribelli nello Zaire.
I ribelli ruandesi e ugandesi hanno vinto la prima guerra (1996-97), installando Laurent-Désiré Kabila come presidente al posto del dittatore Joseph Mobutu e cambiando il nome in Repubblica Democratica del Congo (RDC). La seconda guerra fu lanciata nel 1998 contro Kabila, e in seguito suo figlio Joseph, in seguito all'espulsione delle forze militari ruandesi e ugandesi del paese da parte del governo della RDC. La guerra si intensificò in un conflitto che durò fino a un accordo di pace del 2003 e al cessate il fuoco.

### Presidente (2000-oggi)
Come presidente, Kagame ha dato la priorità allo sviluppo nazionale, avviando un programma per lo sviluppo del Ruanda come paese a reddito medio entro il 2020 (Vision 2020). A partire dal 2013, il paese si sta sviluppando fortemente su indicatori chiave, tra cui assistenza sanitaria e istruzione; la crescita annuale tra il 2004 e il 2010 è stata in media di 8% all'anno. Kagame ha avuto soprattutto buone relazioni con la Comunità dell'Africa orientale e gli Stati Uniti d'America; le sue relazioni con la Francia erano scarse fino al 2009.
Le relazioni con la RDC rimangono tese nonostante il cessate il fuoco del 2003; gruppi per i diritti umani e una relazione delle Nazioni Unite trapelata denunciano il sostegno del Ruanda a due insurrezioni nel paese, un'accusa che Kagame nega. Diversi paesi hanno sospeso i pagamenti degli aiuti nel 2012 a seguito di tali accuse. Kagame è popolare in Ruanda e con alcuni osservatori stranieri; gruppi per i diritti umani lo accusano di repressione politica.
Ha vinto le elezioni nel 2003, con una nuova costituzione adottata quell'anno, ed è stato eletto per un secondo mandato nel 2010. Kagame è stato eletto nuovamente nel 2017 e, a causa di un altro cambiamento nella costituzione, potrebbe essere potenzialmente presidente fino al 2034. Nel 2018 Kagame ha iniziato un mandato di un anno come presidente dell'Unione africana.
Nell'aprile 2019 ha concesso la grazia a 367 donne condannate ed incarcerate per aver abortito o per aver aiutato altre donne ad abortire. Il provvedimento è stato assunto dopo che nel mese di agosto 2018 il Ruanda ha approvato una legge che ha concesso la possibilità per le donne di ricorrere all'aborto in alcuni casi specifici, come in caso di stupro o quando la gravidanza potrebbe comportare pericoli per la salute della gestante o del feto.